# 鳳新路駅
鳳新路駅（ほうしんろえき）は、中華人民共和国浙江省杭州市余杭区運渓路と鳳新路と和睦路の交差点に位置する杭州地下鉄16号線の駅である。

## 歴史
- 2020年4月23日：開業[1][2]。

## 駅構造
島式ホーム1面2線を有する地下駅。

### のりば

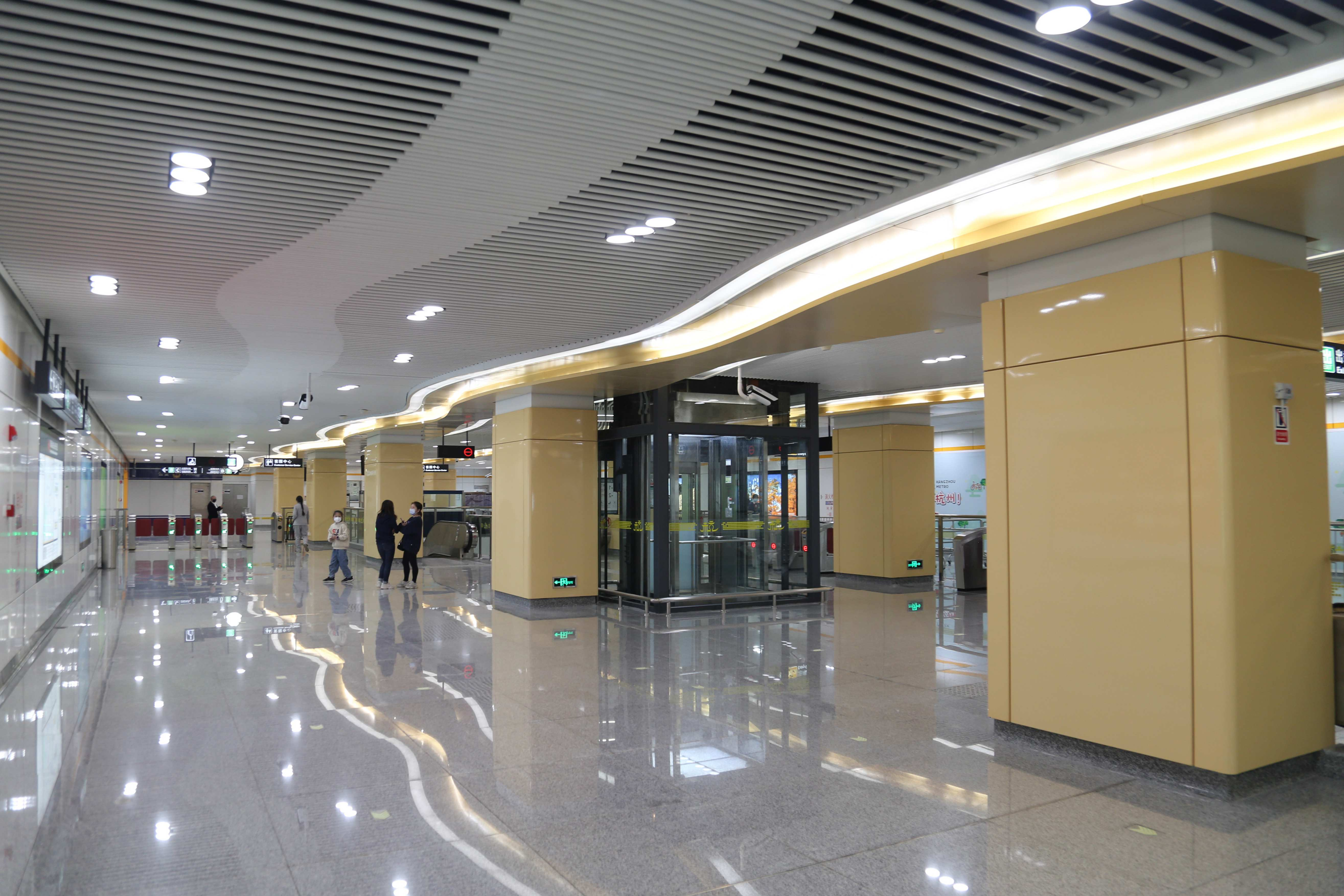
コンコース

案内上ののりば番号は設定されていない。
| 路線     | 方向 | 行先                |
| -------- | ---- | ------------------- |
| ■ 16号線 | 下り | 臨安市街 九州街方面 |
| ■ 16号線 | 上り | 緑汀路方面          |

（出典：杭州地下鉄:站内空间示意图）

## 駅周辺
- ツァイニャオ智谷産業園
- ツァイニャオ本社
- 瑞城花園
- 夢栖金星雅苑

## 隣の駅
杭州地下鉄
■ 16号線
禹航路駅 - 鳳新路駅 - 緑汀路駅